# Мошкова, Марина Глебовна
Мари́на Гле́бовна Мошко́ва (30 июля 1929, Киев, Украинская ССР ― 10 августа 2024, Москва, Россия) ― советский и российский археолог, доктор исторических наук (1989), профессор. Известна как специалист в области скифо-сарматской археологии.

## Биография
В 1952 году окончила исторический факультет Московского университета и аспирантуру Института истории материальной культуры (ИИМК АН СССР, ныне Институт археологии РАН) в 1955 году. Защитила кандидатскую диссертацию «Производство и основной импорт у сарматов Нижнего Поволжья» (1956).
В 1956 году Мошкова начала работать в Институте археологии, где занялась изучением истории кочевников евразийских степей в эпоху раннего железного века. Её первые самостоятельные исследования были связаны с памятниками савроматской и сарматской эпох Южного Приуралья. По итогам этих экспедиций она написала работы «Памятники прохоровской культуры» и «Происхождение раннесарматской (прохоровской) культуры», значение этих работ важны и по сей день.
Принимала активное участие в раскопках археологических памятников в зоне затопления строящейся Волжской ГЭС. Также работала в экспедициях, работавших в Украине и Дагестане, являлась руководителем отрядов и экспедиций, проводивших исследования на Нижнем Дону.
В 1980-е годы Марина Мошкова участвовала в подготовке двух томов «Археологии СССР», посвященных проблемам истории и археологии ранних кочевников евразийских степей. Защитила докторскую диссертацию в форме научного доклада «Пути и особенности развития савромато-сарматской культурно-исторической общности» (1989, официальные оппоненты М. А. Итина, Г. А. Кошеленко, Б. А. Литвинский).
С 1993 по 2001 год Мошкова руководила отделом скифо-сарматской археологии Института археологии РАН. Член редакционного совета журнала «Российская археология».
Возглавляла проект «Статистическая обработка погребальных памятников Азиатской Сарматии», работая вместе археологами Волгоградского государственного университета. Внесла значительный вклад в развитие волгоградской археологии, подготовив для Волгоградского университета двух кандидатов исторических наук. Благодаря её усилиям в течение многих лет осуществляется плодотворное сотрудничество учёных ВолГУ и Института археологии РАН.
В 1999 году ей было присвоено звание «Почётный доктор ВолГУ». Она является автором более 130 научных работ.
Умерла 10 августа 2024 года в возрасте 95 лет. Похоронена в Москве, на Троекуровском кладбище, участок 19. рядом с мужем.

## Семья
Муж — Мошков, Юрий Александрович (06.04.1922 — 30.08.2022) — видный российский историк, ведущий специалист по аграрной истории, Заслуженный преподаватель МГУ имени М. В. Ломоносова, Почётный работник высшего профессионального образования, кандидат исторических наук, доцент кафедры источниковедения исторического факультета МГУ,